# Casa Toló
Casa Toló és una obra de Tàrrega (Urgell) protegida com a Bé Cultural d'Interès Local.

## Descripció
Edifici de planta rectangular, entre mitgeres, datat de l'any 1936 i situat a l'Avinguda Catalunya de Tàrrega.
És un edifici estructurat en planta baixa i dos pisos, seguint un eix simètric amb les obertures de la façana principal.
La planta baixa presenta aplacats de pedra verticals en els murs que fan també de separació entre una porta i l'altra. En aquesta planta s'obren tres portes, sent la central més ampla que les laterals, però totes del mateix estil. Són portes esveltes i altes, coronades amb un arc rebaixat. Una de les laterals és la porta d'accés a l'habitatge, però les altres dues són un comerç i un gimnàs.
A la primera planta cal destacar la gran tribuna que sobresurt a la part central. Aquesta està formada per tres grans finestrals que s'adapten a les formes arrodonides d'aquesta. A banda i banda de la tribuna s'obren dues finestres amb llinda amb balconada de forja.
Un segon pis repeteix el sistema compositiu dels pisos inferiors pel que fa a les obertures. Hi ha també tres finestres amb llinda, dues a banda i banda que són amb balcó i una de central que desemboca a la balconada la qual neix damunt de la tribuna del primer pis.
La forja de les baranes presenta un gran treball artístic sent idèntic a cada una de les balconades. Els murs del primer pis i del segon totalment arrebossats diferenciant-se respecte de la planta baixa i el seguiment lateral de l'edifici, els quals són amb aplacats de pedra.
Cal destacar la coberta d'aquest edifici, ja que es troba sostinguda per una cornisa motllurada sobresortint, la qual és acompanyada per deu mènsules acanalades de pedra a la part inferior.